# 우주소녀
우주소녀(宇宙少女, 영어: Cosmic Girls, WJSN)는 대한민국의 10인조 걸 그룹이다.
2016년 2월 20일, 12인조로 데뷔하였다가, 7월에 연정이 합류하면서 13인조가 되었고, 2018년부터는 중국인 멤버 성소, 선의, 미기가 중화인민공화국에서 활동하게 되면서 실질적으로 한국인 멤버 10인조 체제로 활동하였다. 2023년 3월 3일, 중국인 멤버 선의, 성소, 미기가 탈퇴하여 10인조로 재편되었으며, 한국인 멤버 루다, 다원은 소속사와 계약을 종료하였으나 팀 활동은 유지하기로 하였다.

## 활동

### 2016~2017년: 팀 결성, 유연정 합류, 13인조 활동

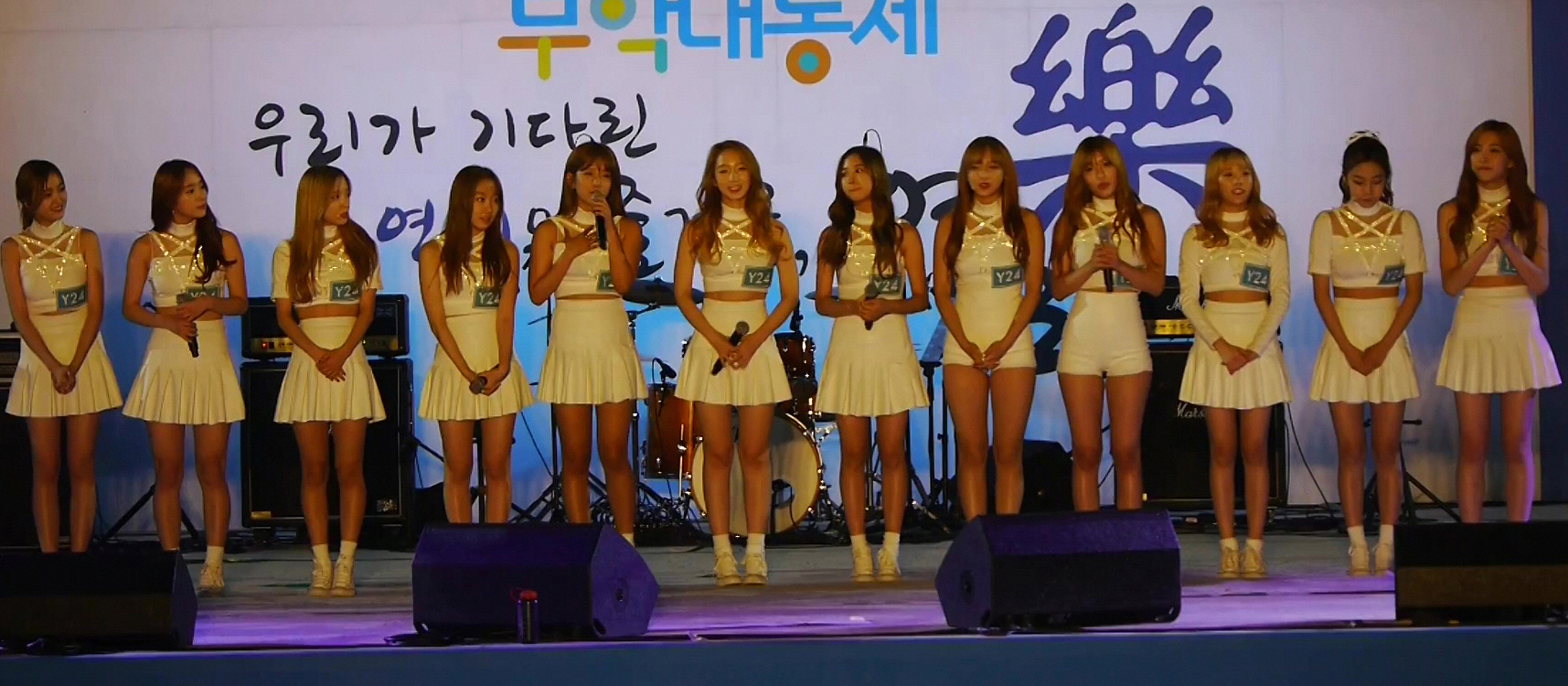
2016년 5월 20일 연세대 대동제 폐막식에서 우주소녀

2016년 2월 20일, KT 기가 레전드 매치에서 첫 무대를 선보였으며, 2월 25일 첫 앨범인 EP 《WOULD YOU LIKE?》 발매와 동시에, 타이틀곡〈MoMoMo (모모모)〉로 엠카운트다운에서 데뷔하였다. 7월 11일 스타쉽 엔터테인먼트는 8월 컴백을 앞두고 연정이 우주소녀의 13번째 멤버로 합류하여 12인조에서 13인조로 재편되었음을 알렸다. 8월 17일 두 번째 미니 앨범 《THE SECRET》을 발매했으며, 10월 7일, 약 두 달에 걸친 2집 활동을 마감했다.
2017년 1월 4일, 세 번째 미니 앨범 《From. 우주소녀》를 발매했다. 2017년 5월 첫 단독 콘서트를 마쳤고, 6월 7일 데뷔 1년 4개월 만에 첫 정규 앨범 《Happy Moment》를 발매했으며, 6월 8일 엠카운트다운에서 컴백 무대를 가졌다.

### 2018년:Dream your dream, 중국인 멤버들의 창조101 참가로 10인조 활동,WJ PLEASE?
2018년 2월 27일 네 번째 미니 앨범 《Dream your dream》을 발매하였다. 앨범의 컨셉은 마법학교이며, 타이틀 곡은 “꿈꾸는 마음으로”이다. 엑시가 전곡 작사를 담당했으며, 수록곡 “겨울잠” 작곡에도 참여하였다. 발매와 동시에 한터차트, 신나라레코드차트 등 주요 음반 차트에서 1위를 차지하였다. 2018년 6월에는 우주소녀의 멤버인 설아, 루다가 위키미키의 멤버인 최유정, 김도연과 함께 프로젝트 걸 그룹 우주미키로 활동했다.
4월 21일부터 6월 23일까지 미기와 선의가 중국에서 방영된 리얼리티 프로그램 “창조101”에 참가하였고, 그 결과에 따라 걸 그룹 화전소녀101(중국어 간체자: 火箭少女101)로 데뷔하여 2년 동안 오는 2020년까지 우주소녀와 화전소녀101 활동을 병행하게 되었다. 화전소녀101의 매니지먼트를 맡은 저우텐 엔터테인먼트(중국어 간체자: 周天娱乐)에서 당초 계약 조항을 무시하고 두 그룹의 병행 활동을 금지하자, 미기와 선의는 우주소녀 활동을 위하여 8월 9일 화전소녀101을 탈퇴하였다가 양측 소속사 합의 후 8월 17일 복귀하였다.

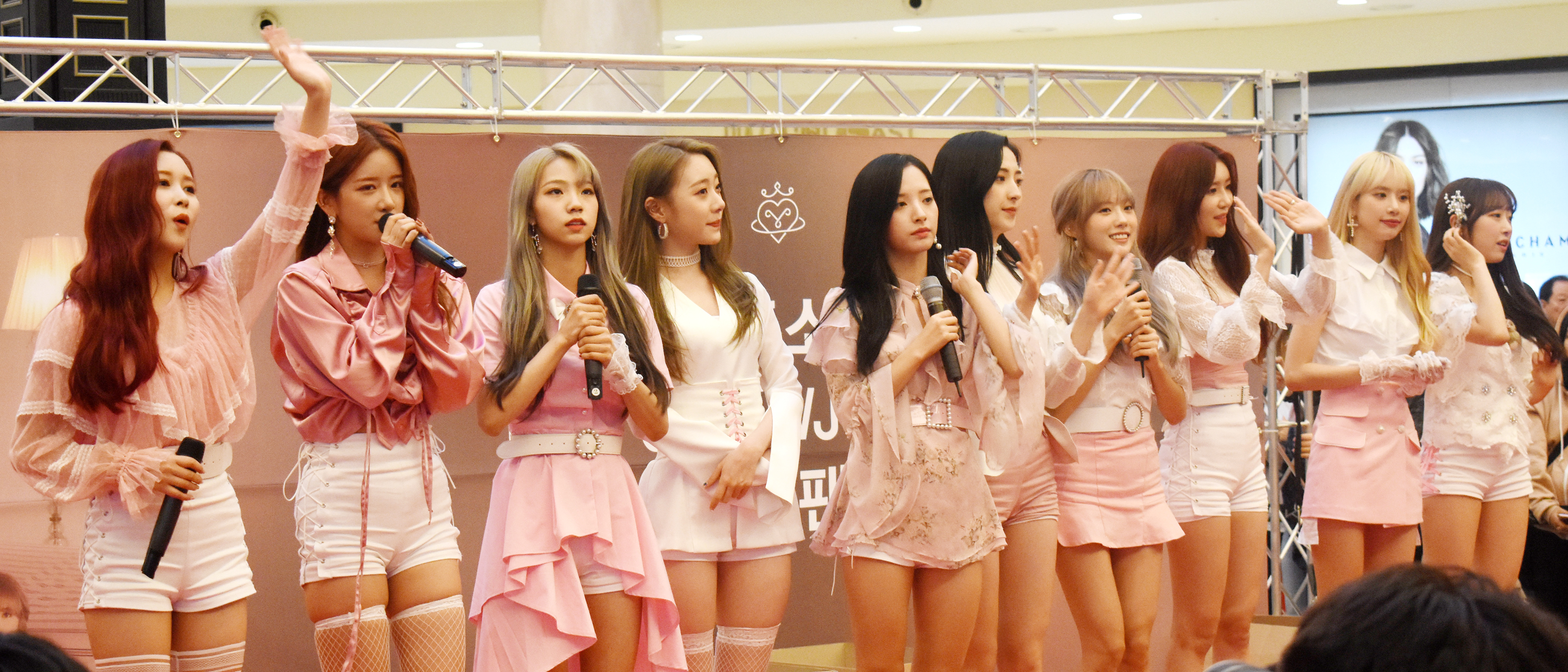
2018년 9월 26일 팬싸인회에서 우주소녀

9월 19일 다섯 번째 미니 앨범 《WJ PLEASE?》로 컴백 했으며, 멤버 미기와 선의가 화전소녀101 활동으로 성소는 중국 활동으로 인해 불참하며 당분간 10인조 체제로 활동한다고 밝혔다.
10월 2일 더 쇼에서 데뷔 950일, 2년 7개월 만에 <부탁해>로  음악방송에서 첫 1위를 차지했다. 11월 30일 전세계의 팬을 보유하고 있는 미키마우스와 뮤직뱅크 무대에 오른다.

### 2019년:WJ STAY?,For The Summer,As You Wish,다원의 일시 활동 중단

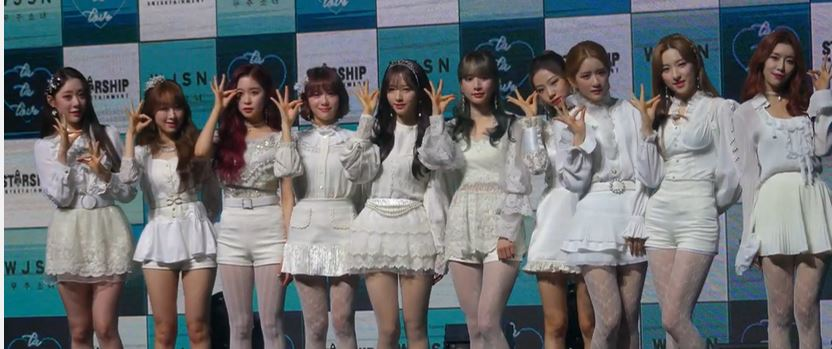
2019년 1월 8일 WJ STAY?쇼케이스에서 우주소녀

2019년 1월 8일 여섯 번째 미니 앨범 《WJ STAY?》로 컴백하였다. 6월 4일 여름 스페셜 앨범 《For The Summer》로 컴백하였다. 6월 19일 기준으로 음악방송에서 통산 4관왕을 하였다. 11월 19일 일곱 번째 미니 앨범 《As You Wish》으로 컴백하였다. 그러나 12월 12일에 멤버 다원이 불안장애로 휴식과 병원 치료 병행으로 당분간 우주소녀 활동이 중단되었고 9인조 체제로 활동했다.

### 2020년:Neverland,개인 활동, 첫 유닛쪼꼬미
2020년 6월 9일, 8번째 미니 앨범 《Neverland》로 컴백하였다. 지난 앨범 이루리 활동 도중 불안장애로 잠시 휴식기를 가진 다원이 복귀했다. 그러나 중국인 멤버 성소, 선의, 미기가 중국에서 활동하면서, 우주소녀는 당분간 10인조 체제로 활동하기로 했다. 더 쇼와 엠 카운트다운에서 1위를 차지했다.
보나가 KBS 2TV 주말연속극 《오! 삼광빌라!》에 출연하고, 다영이 카카오TV 《연애혁명》에 출연, 다원은 UHD 8K 뮤지컬 영화 《K스쿨》에서 출연하고, 은서가 웹드라마 《달고나》에서 출연하며 개인활동에 전념했다.
10월 7일 멤버 수빈, 루다, 여름, 다영 4명이 첫 싱글 앨범 《흥칫뿡》을 발표하고 유닛 그룹 우주소녀 쪼꼬미로 데뷔하였다.

### 2021년:UNNATURAL,두 번째 유닛The Black
2021년 1월 1일에는 2019년 11월 발표한 이루리가 2년 연속 음원 실시간 차트 1위를 했다. 그로부터 8일 후에는 MBC 쇼! 음악중심에서 스페셜 스테이지에서 잠시 출연했다.
다영은 드라마 여신강림에 채니 역으로 특별 출연하기도 했다.
3월 31일 9번째 미니 앨범 《UNNATURAL》로 컴백했다.
5월 12일 멤버 설아, 보나, 엑시, 은서 4명이 두 번째 유닛그룹인 우주소녀 The Black으로 활동했다.

### 2022년: 다원의 2차 활동 중단, 퀸덤2 출연 및 우승, 라스트 시퀸스
2월 22일에 멤버 다원이 불안장애로 휴식과 병원 치료 병행으로 당분간 우주소녀 활동이 2019년 12월 1차 중단 이후 2년 2개월만에 2차 중단되었고 9인조 체제로 활동한다.
3월 31일부터 6월 2일까지 M.net 퀸덤 2에 출연하였다. 5월 27일 퀸덤 2 파이널 경연 곡을 공개하였다. 퀸덤2 파이널에서 최종 우승하였다.
직후인 7월 5일에 라스트 시퀸스라는 곡으로 활동했다. 메인래퍼 엑시는 JTBC 두 번째 세계에 출연하고, 수빈은 JTBC의 한문철의 블랙박스 리뷰에 출연, 다영은 SBS 골 때리는 그녀들에서 탑걸 멤버로 합류했다.

### 2023년: 중국인 멤버 3인의 탈퇴, 10인 체제 재편
2023년 3월 3일, 중화인민공화국 위에화 소속 중국인 멤버 선의, 성소, 미기가 탈퇴하여 10인조로 재편되었다. 대한민국 스타쉽 소속 한국인 멤버 루다, 다원은 소속사와 계약을 종료을 할뿐 절대로 팀에서 탈퇴를 하지 않았다.

### 2024년: 멤버 설아 솔로 데뷔
2024년 1월 23일, 데뷔 8년 만에 멤버 설아가 처음으로 정식 솔로 데뷔했다.

### 2025년: 결국 해체
2025년 8월 12일, 4년 공백기 끝에 결국 해체 수순을 밟는다.

## 구성원
| 이름 | 소개 |
| ---- | --- |
| 엑시 | - 본명 : 추소정 (秋昭貞) - 생년월일 : 1995년 11월 6일(29세) - 출생지 : 대한민국 부산광역시 금정구 - 학력 : 동덕여자대학교 방송연예과 (졸업) - 포지션 : 리더, 메인래퍼 - 유닛그룹 : 스윗 유닛, 아귀르떼스, 우주소녀 The Black - 활동기간 : 2016년 2월 20일 ~ 현재                            |
| 설아 | - 본명 : 김현정 (金炫廷) - 생년월일 : 1994년 12월 24일(30세) - 출생지 : 대한민국 서울특별시 마포구 - 학력 : 세종사이버대학교 실용음악과 (재학) - 포지션 : 리드보컬 - 유닛그룹 : 스윗 유닛, 에뉩니온, 우주소녀 The Black - 활동기간 : 2016년 2월 20일 ~ 현재                                 |
| 보나 | - 본명 : 김지연 (金知姸) - 생년월일 : 1995년 8월 19일(29세) - 출생지 : 대한민국 대구광역시 달서구 - 학력 : 동국대학교 사범대학 부속여자고등학교 (졸업) - 포지션 : 서브보컬, 리드댄서, 센터, 비주얼 - 유닛그룹 : 원더 유닛, 에뉩니온, 우주소녀 The Black - 활동기간 : 2016년 2월 20일 ~ 현재 |
| 수빈 | - 본명 : 박수빈 (朴秀斌) - 생년월일 : 1996년 9월 14일(28세) - 출생지 : 대한민국 서울특별시 서초구 - 학력 : 동덕여자대학교 방송연예과 (재학) - 포지션 : 메인보컬 - 유닛그룹 : 스윗 유닛, 아귀르떼스, 우주소녀 쪼꼬미 - 활동기간 : 2016년 2월 20일 ~ 현재                                     |
| 루다 | - 본명 : 이루다 (李-) - 생년월일 : 1997년 3월 6일(28세) - 출생지 : 대한민국 서울특별시 동작구 - 학력 : 글로벌사이버대학교 방송연예학과 (재학) - 포지션 : 서브보컬 - 유닛그룹 : 내추럴 유닛, 에뉩니온, 우주소녀 쪼꼬미 - 활동기간 : 2016년 2월 20일 ~ 현재                                   |
| 다원 | - 본명 : 남다원 (南多源) - 생년월일 : 1997년 4월 16일(28세) - 출생지 : 대한민국 서울특별시 강남구 - 학력 : 글로벌사이버대학교 방송연예학과 (재학) - 포지션 : 메인보컬 - 유닛그룹 : 내추럴 유닛, 에뉩니온 - 활동기간 : 2016년 2월 20일 ~ 현재                                                |
| 은서 | - 본명 : 손주연 (孫周延) - 생년월일 : 1998년 5월 27일(27세) - 출생지 : 대한민국 인천광역시 부평구 - 학력 : 성균관대학교 연기예술학과 (재학) - 포지션 : 서브보컬, 리드댄서 - 유닛그룹 : 조이 유닛, 아귀르떼스, 포레우스, 우주소녀 The Black - 활동기간 : 2016년 2월 20일 ~ 현재              |
| 여름 | - 본명 : 이여름 (李-) - 생년월일 : 1999년 1월 10일(26세) - 출생지 : 대한민국 서울특별시 강동구 - 학력 : 서울공연예술고등학교 무대미술과 (졸업) - 포지션 : 서브보컬, 메인댄서 - 유닛그룹 : 조이 유닛, 포레우스, 우주소녀 쪼꼬미 - 활동기간 : 2016년 2월 20일 ~ 현재                          |
| 다영 | - 본명 : 임다영 (任多榮) - 생년월일 : 1999년 5월 14일(26세) - 출생지 : 대한민국 제주특별자치도 제주시 - 학력 : 서울공연예술고등학교 실용음악과 (졸업) - 포지션 : 리드보컬 - 유닛그룹 : 원더 유닛, 포레우스, 우주소녀 쪼꼬미 - 활동기간 : 2016년 2월 20일 ~ 현재                             |
| 연정 | - 본명 : 유연정 (兪璉靜) - 생년월일 : 1999년 8월 3일(26세) - 출생지 : 대한민국 경기도 광명시 - 학력 : 단국대학교 뮤지컬학과 - 포지션 : 메인보컬 - 유닛그룹 : 내추럴 유닛, 포레우스 - 관련활동 : 걸그룹 아이오아이 출신 - 활동기간 : 2016년 8월 17일 ~ 현재                                  |

### 이전 구성원
| 이름 | 소개 |
| ---- | --- |
| 선의 | - 본명 : 우쉬안이 (중국어 간체자: 吴宣仪, 병음: Wú Xuānyí) - 생년월일 : 1995년 1월 26일(30세) - 출생지 : 중국 하이난성 하이커우시 - 학력 : 하이난 사범대학 무용과 (졸업) - 활동 당시 포지션 : 춤 - 유닛그룹 : 조이 유닛, 아귀르떼스 - 활동기간 : 2016년 2월 20일 ~ 2023년 3월 3일                 |
| 성소 | - 본명 : 청샤오 (중국어 간체자: 程潇, 병음: Chéng Xiāo) - 생년월일 : 1998년 7월 15일(27세) - 출생지 : 중국 광둥성 선전시 - 학력 : 서울공연예술고등학교 실용음악과 (졸업) - 활동 당시 포지션 : 서브보컬, 메인댄서 - 유닛그룹 : 원더 유닛, 아귀르떼스 - 활동기간 : 2016년 2월 20일 ~ 2023년 3월 3일 |
| 미기 | - 본명 : 멍메이치 (중국어 간체자: 孟美岐, 병음: Mèng Měiqí) - 생년월일 : 1998년 10월 15일(26세) - 출생지 : 중국 허난성 뤄양시 - 학력 : 뤄양외국어대학교 (중퇴) - 활동 당시 포지션 : 메인댄서 - 유닛그룹 : 내추럴 유닛, 에뉩니온 - 활동기간 : 2016년 2월 20일 ~ 2023년 3월 3일                     |

## 콘서트 & 팬미팅

### 단독 콘서트
| 연도 | 콘서트명                                                   | 위치                | 공연장                | 날짜     |
| ---- | ---------------------------------------------------------- | ------------------- | --------------------- | -------- |
| 2017 | 우주소녀, The 1st Concert "WOULD YOU LIKE♥ - Happy Moment" | 대한민국 서울특별시 | 블루스퀘어 삼성카드홀 | 5월 19일 |
| 2017 | 우주소녀, The 1st Concert "WOULD YOU LIKE♥ - Happy Moment" | 대한민국 서울특별시 | 블루스퀘어 삼성카드홀 | 5월 20일 |
| 2019 | 2019 우주소녀 콘서트 "Would you stay♥ - Secret Box"        | 대한민국 서울특별시 | 블루스퀘어 아이마켓홀 | 3월 2일  |
| 2019 | 2019 우주소녀 콘서트 "Would you stay♥ - Secret Box"        | 대한민국 서울특별시 | 블루스퀘어 아이마켓홀 | 3월 3일  |

### 팬미팅
| 연도 | 콘서트명                                                            | 위치                | 공연장            | 날짜     |
| ---- | ------------------------------------------------------------------- | ------------------- | ----------------- | -------- |
| 2018 | 우주소녀 공식 팬클럽 우정 1기 창단식 <UZZU PARTY - WELCOME TO WJSN> | 대한민국 서울특별시 | YES24 라이브홀    | 3월 25일 |
| 2019 | 우주소녀 공식 팬클럽 우정 2기 팬미팅 <WJ STATION>                   | 대한민국 서울특별시 | 연세대학교 대강당 | 4월 27일 |

### SHOW-CON
| 연도 | 콘서트명                            | 위치                | 공연장         | 날짜    |
| ---- | ----------------------------------- | ------------------- | -------------- | ------- |
| 2017 | 우주소녀 WJ STAY? COMEBACK SHOW-CON | 대한민국 서울특별시 | YES24 라이브홀 | 1월 8일 |

### MINI LIVE
| 연도 | 콘서트명                                                   | 위치        | 공연장             | 날짜     | 특이사항 |
| ---- | ---------------------------------------------------------- | ----------- | ------------------ | -------- | -------- |
| 2019 | WJSN 1ST MINI LIVE ＜WOULD YOU LIKE♥＞ #Zepp tour in JAPAN | 일본 도쿄   | Zepp DiverCity     | 8월 17일 | 2회 공연 |
| 2019 | WJSN 1ST MINI LIVE ＜WOULD YOU LIKE♥＞ #Zepp tour in JAPAN | 일본 오사카 | Zepp Osaka Bayside | 8월 24일 |          |
| 2019 | WJSN 1ST MINI LIVE ＜WOULD YOU LIKE♥＞ #Zepp tour in JAPAN | 일본 나고야 | Zepp Nagoya        | 8월 25일 |          |

## 수상 내역
| 연도 | 수상 내역 |
| ---- | --- |
| 2016 | - 5월 28일 아시아 강음축제 최우수 신인상 - 11월 16일 2016 제1회 아시아 아티스트 어워즈 AAA(Asian Artist Awards) 라이징 스타상 가수 부문 - 11월 28일 2016 서울 석세스 어워드 신인가수 대상    |
| 2017 | - 1월 19일 제26회 하이원 서울가요대상 EPK 올해의 발견상 - 2월 28일 제23회 대한민국 연예예술상 시상식 신인그룹 가수상 - 9월 20일 제1회 소리바다 베스트 케이뮤직 어워즈 신한류 라이징 핫스타상 |
| 2018 | - 11월 28일 제3회 아시아 아티스트 어워즈 가수부문 뉴웨이브상 - 12월 22일 스타허브 나이트 오브 스타즈 2018 스타허브 모스트 카리스마틱 퍼포먼스상                                              |
| 2019 | - 2019 GLOBAL VLIVE TOP 10 - 8월 22일 제3회 소리바다 베스트 케이뮤직 어워즈 신한류 아티스트상                                                                                                |
| 2020 | - 8월 13일 제4회 소리바다 베스트 케이뮤직 어워즈 신한류 뮤직 아이콘상 - 8월 26일 2020 뉴시스 한류 엑스포 차세대 한류스타상                                                                   |

### 가요 프로그램 1위
| 연도            | 수상 내역 (총 9회) |
| --------------- | --- |
| 2018년 (총 1회) | - 부탁해 (총 1회) - 10월 2일 SBS MTV 《더 쇼 시즌5》 더 쇼 초이스 |
| 2019년 (총 5회) | - Boogie Up (총 4회) - 6월 11일 SBS MTV 《더 쇼 시즌5》 더 쇼 초이스 - 6월 13일 M.net 《엠카운트다운》 1위 - 6월 18일 SBS MTV 《더 쇼 시즌5》 더 쇼 초이스 (2주 연속) - 6월 19일 MBC MUSIC 《쇼 챔피언》 챔피언 송 - 이루리 (총 1회) - 11월 26일 SBS MTV 《더 쇼 시즌5》 더 쇼 초이스 |
| 2020년 (총 2회) | - Butterfly (총 2회) - 6월 16일 SBS MTV 《더 쇼 시즌5》 더 쇼 초이스 - 6월 18일 M.net 《엠카운트다운》 1위 |
| 2021년 (총 1회) | - UNNATURAL (총 1회) - 4월 6일 SBS MTV 《더 쇼 시즌5》 더 쇼 초이스 |
| 2025년 (총 1회) | - 이루리 (총 1회) |